# Johan Jacob Tengström
För teologen och biskopen Jacob Tengström se denne.
Johan Jacob Tengström, född 22 oktober 1787 i Gamlakarleby, död 11 april 1858 i Helsingfors, var en finländsk historiker och professor i filosofi vid Helsingfors universitet.
Tengström utnämndes till professor vid Helsingfors universitet kort före Åbo brand 1827. Tengström introducerade Hegels filosofi i Finland, men någon självständig filosofisk insats gjorde han inte. Större betydelse hade han genom sina forskningar i Finlands kulturhistoria. Hans hem i Helsingfors var en samlingspunkt för fosterländskt sinnade litterära kretsar. Här sågs bl.a. hans tre svärsöner Herman Kellgren, Matthias Alexander Castrén och Paavo Tikkanen samt Johan Ludvig Runeberg, Johan Vilhelm Snellman och Johan Jakob Nervander. 

## Utmärkelser
- Sankt Vladimirs orden, fjärde klassen,  1835[1]
- Sankt Stanislausorden, andra klassen,  1845[1]

[Redigera Wikidata]